# Eduardo Bustos Montoya
Eduardo Bustos Montoya (ur. 3 października 1976) – argentyński piłkarz występujący na pozycji napastnika.

## Kariera klubowa
Od 1995 do 2011 roku występował w klubach Rosario Central, Feyenoord, Atlas, Avispa Fukuoka, 12 Octubre, Chacarita Juniors, Lanús, Banfield, Independiente, Quilmes, APO Lewadiakos, Temperley i Central Córdoba.